# Diplazium drepanolobium
Diplazium drepanolobium là một loài thực vật có mạch trong họ Woodsiaceae. Loài này được A.R. Sm. miêu tả khoa học đầu tiên năm 1980.